# 알렉산더 3세 (스코틀랜드)
알렉산더 3세(스코트어: Alexander III) 혹은 알락산다르 막 알락산다르(중세 아일랜드어: Alaxandair mac Alaxandair, 스코틀랜드 게일어: Alasdair mac Alasdair) 또는 알락산다르 3세(스코틀랜드 게일어: Alasdair III: 1241년 9월 4일 – 1286년 3월 19일)는 1249년에서 1286년 죽을 때까지 스코트인의 왕이었다.
그는 퍼스 조약(Treaty of Perth)으로 너 헬라넌 시어르와 맨섬에 대한 노르웨이 통제를 종식시킨 것으로 가장 유명하다. 1263년 라그스 전투(Battle of Largs) 후 노르웨이 국왕 호콘 4세가 죽자, 알렉산더는 이후의 노르웨이 국왕 망누스 6세와 1266년 퍼스 조약을 통해 헤브리디스 제도와 맨섬을 스코틀랜드 영토로 확보했다.